# Oscar 2018
Cea de a 90-a ediție a Premiilor Academiei Americane de Film a avut loc în seara de 4 martie 2018 la Teatrul Dolby din Hollywood, Los Angeles. Ceremonia nu a avut loc ca de obicei în luna februarie din cauza Jocurilor Olimpice de iarnă din 2018 programate în perioada 9-25 februarie 2018.

## Nominalizări

### Premii
| Cel mai bun film - The Shape of Water – Guillermo del Toro și J. Miles Dale - Call Me by Your Name – Peter Spears⁠(d), Luca Guadagnino⁠(d), Emilie Georges, și Marco Morabito - Darkest Hour – Tim Bevan⁠(d), Eric Fellner⁠(d), Lisa Bruce⁠(d), Anthony McCarten⁠(d), și Douglas Urbanski⁠(d) - Dunkirk – Emma Thomas⁠(d) și Christopher Nolan - Fugi! – Sean McKittrick, Jason Blum⁠(d), Edward H. Hamm Jr., și Jordan Peele - Lady Bird – Scott Rudin⁠(d), Eli Bush, și Evelyn O'Neill - Firul fantomă – JoAnne Sellar⁠(d), Paul Thomas Anderson, Megan Ellison⁠(d) și Daniel Lupi⁠(d) - The Post – Amy Pascal⁠(d), Steven Spielberg, și Kristie Macosko Krieger⁠(d) - Three Billboards Outside Ebbing, Missouri – Graham Broadbent⁠(d), Pete Czernin și Martin McDonagh | Cel mai bun regizor - Guillermo del Toro – The Shape of Water - Paul Thomas Anderson – Firul fantomă - Greta Gerwig – Lady Bird - Christopher Nolan – Dunkirk - Jordan Peele – Fugi! |
| Cel mai bun actor - Gary Oldman – Darkest Hour ca Winston Churchill - Timothée Chalamet – Call Me by Your Name ca Elio Perlman - Daniel Day-Lewis – Firul fantomă ca Reynolds Woodcock - Daniel Kaluuya – Fugi! ca Chris Washington - Denzel Washington – Roman Israel, Esq.⁠(d) ca Roman J. Israel | Cea mai bună actriță - Frances McDormand – Three Billboards Outside Ebbing, Missouri ca Mildred Hayes - Sally Hawkins – The Shape of Water ca Elisa Esposito - Margot Robbie – Eu, Tonya⁠(d) ca Tonya Harding⁠(d) - Saoirse Ronan – Lady Bird ca Christine "Lady Bird" McPherson - Meryl Streep – The Post ca Katharine Graham⁠(d) |
| Cel mai bun actor în rol secundar - Sam Rockwell – Three Billboards Outside Ebbing, Missouri ca Officer Jason Dixon - Willem Dafoe – The Florida Project⁠(d) ca Bobby Hicks - Woody Harrelson – Three Billboards Outside Ebbing, Missouri ca Chief Bill Willoughby - Richard Jenkins – The Shape of Water ca Giles - Christopher Plummer – All the Money in the World⁠(d) ca Jean Paul Getty⁠(d) | Cea mai bună actriță în rol secundar - Allison Janney – Eu, Tonya⁠(d) ca LaVona Golden - Mary J. Blige – Mudbound ca Florence Jackson - Lesley Manville⁠(d) – Firul fantomă ca Cyril Woodcock - Laurie Metcalf – Lady Bird ca Marion McPherson - Octavia Spencer – The Shape of Water ca Zelda Fuller |
| Cel mai bun scenariu original - Fugi! – scenariu de Jordan Peele - The Big Sick⁠(d) – scenariu de Emily V. Gordon⁠(d) și Kumail Nanjiani - Lady Bird – scenariu de Greta Gerwig - The Shape of Water – scenariu de Guillermo del Toro și Vanessa Taylor⁠(d); Poveste de Guillermo del Toro - Three Billboards Outside Ebbing, Missouri – scenariu de Martin McDonagh | Cel mai bun scenariu adaptat - Call Me by Your Name – James Ivory (regizor) după un roman⁠(d) de André Aciman⁠(d) - The Disaster Artist⁠(d) – Scott Neustadter⁠(d) și Michael H. Weber⁠(d) based on the book⁠(d) by Greg Sestero⁠(d) and Tom Bissell⁠(d) - Logan – Screenplay by Scott Frank⁠(d), James Mangold⁠(d) și Michael Green⁠(d); Poveste de James Mangold după personajele din cărțile de benzi desenate și filmele X-Men - Molly's Game⁠(d) – Aaron Sorkin după memoriile lui Molly Bloom⁠(d) - Mudbound – Virgil Williams⁠(d) și Dee Rees⁠(d) după un roman⁠(d) de Hillary Jordan⁠(d) |
| Cel mai bun lung-metraj de animație - Coco – Lee Unkrich⁠(d) și Darla K. Anderson⁠(d) - The Boss Baby – Tom McGrath și Ramsey Ann Naito - The Breadwinner – Nora Twomey⁠(d) și Anthony Leo - Ferdinand – Carlos Saldanha⁠(d) - Loving Vincent – Dorota Kobiela, Hugh Welchman⁠(d) și Ivan Mactaggart | Cel mai bun film într-o limbă străină - O femeie fantastică (Chile) în spaniolă – regia Sebastián Lelio⁠(d) - The Insult⁠(d) (Liban) în arabă – regia Ziad Doueiri⁠(d) - Loveless⁠(d) (Rusia) în rusă – regia Andrey Zvyagintsev⁠(d) - Despre trup și suflet (Ungaria) in maghiară – regia Ildikó Enyedi - The Square⁠(d) (Suedia) în suedeză – regia Ruben Östlund⁠(d) |
| Cel mai bun lung-metraj documentar - Icarus⁠(d) – Bryan Fogel⁠(d) și Dan Cogan - Abacus: Small Enough to Jail⁠(d) – Steve James⁠(d), Mark Mitten și Julie Goldman⁠(d) - Faces Places⁠(d) – Agnès Varda, JR⁠(d) și Rosalie Varda - Last Men in Aleppo – Feras Fayyad, Kareem Abeed și Søren Steen Jespersen - Strong Island⁠(d) – Yance Ford și Dan Cogan | Cel mai bun scurt-metraj documentar⁠(d) - Heaven Is a Traffic Jam on the 405⁠(d) – Frank Stiefel - Edith+Eddie – Laura Chekoway și Thomas Lee Wright - Heroin(e)⁠(d) – Elaine McMillion Sheldon și Kerrin Sheldon - Knife Skills⁠(d) – Thomas Lennon⁠(d) - Traffic Stop⁠(d) – Kate Davis și David Heilbroner |
| Cel mai bun scurt-metraj artistic - The Silent Child⁠(d) – Chris Overton și Rachel Shenton⁠(d) - DeKalb Elementary – Reed Van Dyk - The Eleven O'Clock – Derin Seale și Josh Lawson - My Nephew Emmett – Kevin Wilson, Jr. - Watu Wote/All of Us – Katja Benrath și Tobias Rosen | Cel mai bun scurt-metraj de animație - Dear Basketball⁠(d) – Glen Keane⁠(d) și Kobe Bryant - Garden Party⁠(d) – Victor Caire și Gabriel Grapperon - Lou⁠(d) – Dave Mullins și Dana Murray - Negative Space – Max Porter și Ru Kuwahata - Revolting Rhymes⁠(d) – Jakob Schuh și Jan Lachauer⁠(d) |
| Cea mai bună coloană sonoră - The Shape of Water – Alexandre Desplat - Dunkirk – Hans Zimmer - Firul fantomă – Jonny Greenwood - Star Wars: The Last Jedi – John Williams - Three Billboards Outside Ebbing, Missouri – Carter Burwell⁠(d) | Cel mai bun cântec original - „Remember Me⁠(d)” din Coco – muzică și versuri de Kristen Anderson-Lopez⁠(d) & Robert Lopez⁠(d) - „Mighty River” din Mudbound – muzică și versuri Mary J. Blige, Raphael Saadiq⁠(d) & Taura Stinson - „Mystery of Love⁠(d)” din Call Me by Your Name – muzică și versuri Sufjan Stevens - „Stand Up for Something” din Marshall⁠(d) – muzică Diane Warren⁠(d); versuri Lonnie Lynn & Diane Warren⁠(d) - „This Is Me⁠(d)” din Omul spectacol – muzică și versuri Benj Pasek & Justin Paul⁠(d)                                                                |
| Cea mai bună regie de sunet - Dunkirk – Richard King⁠(d) și Alex Gibson - Baby Driver – Julian Slater⁠(d) - Blade Runner 2049 – Mark A. Mangini⁠(d) și Theo Green⁠(d) - The Shape of Water – Nathan Robitaille și Nelson Ferreira - Star Wars: The Last Jedi – Matthew Wood⁠(d) și Ren Klyce⁠(d) | Cel mai bun mixaj sonor - Dunkirk – Mark Weingarten⁠(d), Gregg Landaker⁠(d) și Gary A. Rizzo⁠(d) - Baby Driver – Julian Slater⁠(d), Tim Cavagin și Mary H. Ellis - Blade Runner 2049 – Ron Bartlett⁠(d), Doug Hemphill⁠(d) și Mac Ruth⁠(d) - The Shape of Water – Christian Cooke, Brad Zoern și Glen Gauthier - Star Wars: The Last Jedi – David Parker⁠(d), Michael Semanick⁠(d), Ren Klyce⁠(d) și Stuart Wilson⁠(d) |
| Cel mai bun design de producție (decoruri) - The Shape of Water – design de producție: Paul Denham Austerberry; decoruri: Shane Vieau and Jeff Melvin - Beauty and the Beast – design de producție: Sarah Greenwood⁠(d); decoruri: Katie Spencer⁠(d) - Blade Runner 2049 – design de producție: Dennis Gassner⁠(d); decoruri: Alessandra Querzola - Darkest Hour – design de producție: Sarah Greenwood⁠(d); decoruri: Katie Spencer⁠(d) - Dunkirk – design de producție: Nathan Crowley⁠(d); decoruri: Gary Fettis⁠(d) | Cea mai bună imagine - Blade Runner 2049 – Roger Deakins⁠(d) - Darkest Hour – Bruno Delbonnel⁠(d) - Dunkirk – Hoyte van Hoytema⁠(d) - Mudbound – Rachel Morrison⁠(d) - The Shape of Water – Dan Laustsen⁠(d) |
| Cel mai bun machiaj - Darkest Hour – Kazu Hiro⁠(d), David Malinowski și Lucy Sibbick - Victoria and Abdul⁠(d) – Daniel Phillips și Lou Sheppard - Wonder – Arjen Tuiten | Cele mai bune costume - Firul fantomă – Mark Bridges⁠(d) - Beauty and the Beast – Jacqueline Durran⁠(d) - Darkest Hour – Jacqueline Durran⁠(d) - The Shape of Water – Luis Sequeira - Victoria and Abdul⁠(d) – Consolata Boyle⁠(d) |
| Cea mai bună editare de film - Dunkirk – Lee Smith⁠(d) - Baby Driver – Paul Machliss⁠(d) și Jonathan Amos - Eu, Tonya⁠(d) – Tatiana S. Riegel⁠(d) - The Shape of Water – Sidney Wolinsky⁠(d) - Three Billboards Outside Ebbing, Missouri – Jon Gregory | Cele mai bune efecte vizuale - Blade Runner 2049 – John Nelson⁠(d), Gerd Nefzer, Paul Lambert și Richard R. Hoover⁠(d) - Guardians of the Galaxy Vol. 2 – Christopher Townsend⁠(d), Guy Williams⁠(d), Jonathan Fawkner⁠(d) și Dan Sudick⁠(d) - Kong: Skull Island – Stephen Rosenbaum⁠(d), Jeff White⁠(d), Scott Benza⁠(d) și Mike Meinardus - Star Wars: The Last Jedi – Ben Morris, Mike Mulholland, Neal Scanlan⁠(d) și Chris Corbould⁠(d) - War for the Planet of the Apes – Joe Letteri⁠(d), Daniel Barrett⁠(d), Dan Lemmon⁠(d) și Joel Whist                                            |